# Municipio de Lagos de Moreno
El municipio de Lagos de Moreno es uno de los 125 municipios en que se encuentra dividido el estado mexicano de Jalisco. Se encuentra en el noreste del territorio del estado, en los denominados Altos de Jalisco y su cabecera municipal es la ciudad de Lagos de Moreno.

## Geografía
El municipio de Lagos de Moreno, se localiza al noreste de Jalisco, en la región Altos Norte, siendo sus coordenadas extremas 21°10′ - 21°54′ de latitud norte y 101°34′ - 102°11′ de longitud oeste; y a una altura que fluctúa entre un máximo de 2 800 y un mínimo de 1 900 metros sobre el nivel del mar. Tiene una extensión territorial de 2521.307 kilómetros cuadrados que equivalen al 3.19% de la superficie del estado de Jalisco.

### Carreteras principales
- Carretera Federal 45
- Carretera Federal 45D
- Carretera Federal 80
- Carretera Federal 80D

### Municipios adyacentes
- Municipio de El Llano, Aguascalientes – norte
- Municipio de Ojuelos de Jalisco – noreste
- Municipio de Ocampo, Guanajuato – este
- Municipio de San Felipe, Guanajuato – este
- Municipio de León, Guanajuato – sureste
- Municipio de Unión de San Antonio – sur
- Municipio de San Juan de los Lagos – suroeste
- Municipio de Encarnación de Díaz – oeste
- Municipio de Aguascalientes, Aguascalientes – noroeste

## Demografía
De acuerdo a los resultados del Censo de Población y Vivienda de 2010 realizado por el Instituto Nacional de Estadística y Geografía, la población total del municipio de Lagos de Moreno es de 153 817 personas. La densidad poblacional es de 61.01 habitantes por kilómetro cuadrado.

### Localidades
En el censo de 2020 el municipio de Lagos de Moreno contaba con 457 localidades.
| Código INEGI      | Localidad               | Población (2020) |
| ----------------- | ----------------------- | ---------------- |
| 140530001         | Lagos de Moreno         | 111 569          |
| 140530919         | Laureles del Campanario | 4 762            |
| 140530066         | Paso de Cuarenta        | 3 780            |
| 140530927         | Cristeros               | 3 073            |
| 140530021         | Los Azulitos            | 2 166            |
| 140530195         | El Puesto               | 1 874            |
| 140530309         | Torrecillas             | 1 686            |
| 140530344         | Granadillas             | 1 633            |
| 140530028         | Buenavista              | 1 519            |
| 140530185         | Primero de Mayo         | 1 441            |
| 140530027         | Betulia                 | 1 324            |
| 140530530         | El Bajío                | 1 272            |
| 140530153         | El Ojuelo               | 1 113            |
| 140530532         | La Orilla del Agua      | 1 073            |
| 140530215         | Plan de los Rodríguez   | 1 055            |
| 140530075         | Dieciocho de Marzo      | 1 038            |
| Otras localidades | Otras localidades       | 32 025           |
| Total municipal   | Total municipal         | 172 403          |

## Política

### Representación legislativa
Para la elección de diputados locales al Congreso de Jalisco y de diputados federales a la Cámara de Diputados federal, el municipio de Lagos de Moreno se encuentra integrado en los siguientes distritos electorales:
Local:
- Distrito electoral local de 2 de Jalisco con cabecera en Lagos de Moreno.[6]

Federal:
- Distrito electoral federal 2 de Jalisco con cabecera en Lagos de Moreno.[7]

### Alcaldes y presidentes municipales
Súbditos y ciudadanos que han fungido como alcaldes o presidentes municipales de Lagos de Moreno
| Funcionario                          | Período   | Cargo                 | Notas |
| Pedro Marfil                         | 1563      | Alcalde ordinario     | Fundador                                                                                                 |
| Luis López                           | 1567      | Alcalde ordinario     | Fundador                                                                                                 |
| Pedro de Villafaña                   | 1569      | Alcalde ordinario     | Fundador                                                                                                 |
| Lope Sánchez de Uréchiga             | 1580      | Alcalde ordinario     | |
| Lorenzo de Padilla Dávila            | 1609      | Alcalde ordinario     | |
| Fernando de Villegas Jara            | 1611      | Alcalde ordinario     | |
| Juan de Arredondo y Bracamontes      | 1616      | Alcalde mayor         | |
| Pedro de Aranda                      | 1624      | Alcalde mayor         | |
| Capitán Antonio de Villegas Jara     | 1650      | Alcalde mayor         | |
| Joseph González                      | 1651      | Alcalde mayor         | |
| Capitán Antonio de Esquivel y Vargas | 1653      | Alcalde mayor         | |
| Antonio Ximénez de Castro            | 1659      | Alcalde mayor         | |
| Capitán Juan de Alarcón Faxardo      | 1662      | Alcalde mayor         | |
| Capitán Diego González de la Torre   | 1663      | Alcalde mayor         | |
| Capitán Diego Flores de la Torre     | 1672      | Alcalde mayor         | |
| Francisco de Villaviciosa            | 1679      | Alcalde mayor         | |
| Capitán Juan Rincón Gallardo         | 1688      | Alcalde mayor         | |
| Felipe de Otadui y Avendaño          | 1692      | Alcalde mayor         | |
| Fernando Hurtado de Mendoza          | 1694      | Alcalde mayor         | |
| Capitán Jerónimo Antonio Chacón      | 1707      | Alcalde mayor         | |
| Sebastián de Manzano                 | 1727      | Alcalde mayor         | |
| Juan Pérez Franco y Hermosillo       | 1736      | Alcalde mayor         | |
| Miguel Jerónimo del Villar           | 1737      | Alcalde mayor         | |
| Bernabé Felipe de Torres Ortega      | 1738      | Alcalde mayor         | |
| Carlos de San Gil y Ram.             | 1758      | Alcalde mayor         | |
| Francisco Javier de Arriola          | 1775      | Alcalde mayor         | |
| Juan de Anaya                        | 1778      | Alcalde mayor         | |
| Diego Romero de Chávez               | 1790      | Alcalde mayor         | Personaje protagonista en la obra El Alcalde de Lagos y otras consejas, de Alfonso de Alba Martín (1957) |
| Alonso de Ceballos y Villagutierre   | 1794      | Alcalde mayor         | |
| Juan José de Echarte                 | 1808–1810 | Comandante militar    | |
| José María Sanromán                  | 1809      | Alcalde mayor         | |
| Buenaventura Anaya                   | 1810      | Alcalde mayor         | |
| Rafael Flores                        | 1811–1814 | Comandante militar    | |
| Hermenegildo Rebuelta                | 1814–1821 | Comandante militar    | |
| Quirino Sanromán                     | 1821–1824 | Comandante militar    | |
| Juan Crescencio Hermosillo           | 1843      | Jefe político         | |
| Bruno Rey                            | 1857      | Jefe político         | |
| Juan García Rebollo                  | 1858      | Prefecto              | |
| Prudencio Topete                     | 1860      | Jefe político         | |
| Juan Zermeño                         | 1863      | Prefecto, conservador | |
| Bernardo Olivero                     | 1866      | Prefecto, conservador | |
| Albino Aranda                        | 1868      | Jefe político         | |
| Antonio Barajas                      | 1876      | Jefe político         | |
| Juan Alatorre                        | 1873      | Jefe político         | |
| Camilo Anaya                         | 1874      | Jefe político         | |
| José María Sanromán                  | 1875      | Jefe político         | |
| Pedro Vega                           | 1880      | Jefe político         | |
| José Ignacio Torres                  | 1881      | Jefe político         | |
| Andrés Michel                        | 1883      | Jefe político         | |
| Coronel Francisco de Paula Méndez    | 1887      | Jefe político         | |
| José de Urrea                        | 1888      | Jefe político         | |
| Abraham Arróniz                      | 1890      | Jefe político         | |
| M. Morelos                           | 1891      | Jefe político         | |
| Abraham Arróniz                      | 1892      | Jefe político         | |
| Teniente coronel Ignacio Montenegro  | 1895      | Jefe político         | |
| José María Arce                      | 1897      | Jefe político         | |
| Teniente coronel Jesús L. Patiño     | 1898      | Jefe político         | |
| José María Gutiérrez                 | 1900      | Jefe político         | |
| Mayor Rosendo Híjar y Haro           | 1901      | Jefe político         | |
| Margarito González Rubio             | 1903      | Jefe político         | |
| Jesús Gómez Portugal                 | 1909      | Jefe político         | |
| Lorenzo I. Calderón                  | 1911      | Jefe político         | |
| Alberto Macedo                       | 1913      | Jefe político         | |
| Teniente coronel Ismael Hurtado      | 1914      | Jefe político         | |

| Presidente municipal                    | Período               | Partido    | Notas                                                       |
| Juan Zúñiga                             | 1916                  |            |                                                             |
| Benjamín E. Mora                        | 1917                  |            |                                                             |
| Pedro Pons                              | 1918                  |            |                                                             |
| Leonardo Larios Paz                     | 1919                  |            |                                                             |
| Ramón Vázquez                           | 1920                  |            |                                                             |
| José Vega González                      | 1921                  |            |                                                             |
| Francisco Montoya                       | 1923                  |            |                                                             |
| Luciano Castañeda                       | 1925                  |            |                                                             |
| Fernando Zermeño                        | 1926                  |            |                                                             |
| Ricardo Anaya                           | 1927                  |            |                                                             |
| Miguel Gómez Portugal                   | 1928                  |            |                                                             |
| Ramón E. Rivera                         | 1929                  | PNR        |                                                             |
| Jesús Pérez                             | 1934                  | PNR        |                                                             |
| Carlos A. Cuervo                        | 1935                  | PNR        |                                                             |
| Jacobo Lomelín                          | 1935                  | PNR        |                                                             |
| Francisco Carrera                       | 1936                  | PNR        |                                                             |
| Miguel Araujo Soto                      | 1938                  | PRM        |                                                             |
| Salvador J. Camarena                    | 1943                  | PRM        |                                                             |
| Luis Nungaray Garza                     | 1944                  | PRM        |                                                             |
| Alfonso Márquez                         | 1945                  | PRM        |                                                             |
| Ignacio Cedillo                         | 1946                  | PRI        |                                                             |
| José María Padilla                      | 1947                  | PRI        |                                                             |
| Abraham Vega                            | 1948                  | PRI        |                                                             |
| Manuel Vega                             | 1950                  | PRI        |                                                             |
| Enrique Núñez Ortiz                     | 1953                  | PRI        |                                                             |
| Alfonso Escobar                         | 1954                  | PRI        |                                                             |
| Francisco Carrera Hernández             | 1956                  | PRI        |                                                             |
| Enrique Núñez Ortiz                     | 1953                  | PRI        |                                                             |
| Roberto Moreno                          | 1958                  | PRI        |                                                             |
| José Gutiérrez Zermeño                  | 1959                  | PRI        |                                                             |
| Abraham Vega Padilla                    | 1960                  | PRI        |                                                             |
| Juan José Gómez                         | 1961                  | PRI        |                                                             |
| Juan Anaya Gómez                        | 01-01-1962–31-12-1964 | PRI        |                                                             |
| Carlos González Gómez                   | 1965                  | PRI        |                                                             |
| José A. Villagrán                       | 1966                  | PRI        |                                                             |
| Rubén Martín Urzúa                      | 1967                  | PRI        |                                                             |
| Jesús Delgado Pérez                     | 01-01-1968–31-12-1970 | PRI        |                                                             |
| Manuel Flores Tostado                   | 01-01-1971–31-12-1973 | PRI        |                                                             |
| Jorge Sanromán Quiñones                 | 01-01-1974–31-12-1976 | PRI        |                                                             |
| Alfredo Gallardo Fregoso                | 01-01-1977–31-12-1979 | PRI        |                                                             |
| Teodoro Esparza Rojo                    | 1980–1982             | PRI        |                                                             |
| Víctor Atilano Gómez                    | 1983–1985             | PDM        |                                                             |
| Tranquilino Martín                      | 1985                  | PDM        |                                                             |
| J. Trinidad Velázquez Torres            | 1986                  |            |                                                             |
| Sergio Esparza                          | 1987                  |            |                                                             |
| Emigdio Rico Santana                    | 1988                  |            |                                                             |
| Ignacio Padilla Hernández               | 1989–1992             | PRI        |                                                             |
| Benjamín Gazcón Torres                  | 1992–1995             | PRI        |                                                             |
| Víctor Manuel Larios Muñoz              | 1995–1997             | PAN        |                                                             |
| Francisco Javier Pérez Romero           | 01-01-1998–31-12-2000 | PRI        |                                                             |
| Francisco Rafael Torres Marmolejo       | 01-01-2001–2003       | PAN        |                                                             |
| Saúl González Fuentes                   | 01-01-2004–31-12-2006 | PAN        |                                                             |
| Francisco Rafael Torres Marmolejo       | 01-01-2007–31-12-2009 | PAN        |                                                             |
| José Brizuela López                     | 01-01-2010–30-09-2012 | PRI Panal  | Coalición "Alianza por Jalisco"                             |
| Hugo René Ruiz Esparza Hermosillo       | 01-10-2012–30-09-2015 | PRI PVEM   | Coalición "Compromiso por Jalisco"                          |
| Juan Alberto Márquez de Anda            | 01-10-2015–30-09-2018 | PRI PVEM   |                                                             |
| Tecutli José Guadalupe Gómez Villalobos | 01-10-2018–02-03-2021 | PAN PRD MC | Pidió licencia para contender por la reelección, que obtuvo |
| José Ignacio Ángel Cervantes            | 02-03-2021–2021       | PAN PRD MC | Interino                                                    |
| Tecutli José Guadalupe Gómez Villalobos | 01-10-2021–30-09-2024 | MC         | Fue reelegido el 06-06-2021                                 |
| Édgar Alfredo González Chávez           | 01-10-2024–           | MC         |                                                             |